# Йелошник
Йелошник (среща се и нейотираната форма Елошник, както и Ялошник на македонска литературна норма: Јелошник; на албански: Jelloshniku) е село в Северна Македония, в община Теарце.

## География
Селото е разположено в областта Долни Полог в източните поли на Шар в долината на река Теарска Бистрица.

## История
В края на XIX век Йелошник е българско село в Тетовска каза на Османската империя. Църквата „Света Богородица“ е от 1872 година. Андрей Стоянов, учителствал в Тетово от 1886 до 1894 година, пише за селото:
| „ | Единъ часъ надъ Елошникъ, въ планината, има развалини отъ старъ монастиръ, който се наричалъ „Благовѣщение“. Всѣка година на 25 мартъ българитѣ отъ Елошникъ и отъ много околни села ходятъ на тѣзи развалини и извършватъ тамъ водосвятъ. По пѫтя, на отивание, священницитѣ сѫ облѣчени въ служебнитѣ си одежди и носятъ единъ голѣмъ кърстъ, като пѣятъ въ сѫщото време долнята пѣсень, подиръ всѣки напѣвъ отъ която народи (по-напредъ мѫжетѣ и послѣ женитѣ) вика: „Господи, помилуй“... Подиръ водосвята при развалинитѣ на монастира се слагатъ дълги трапези, на които ядатъ всичкитѣ присѫтствующи. Понеже Благовѣщение е постенъ день и трапезитѣ нѣматъ нужда отъ месо, то тука се е загубилъ обичая да се коли курбанъ; праздненството обаче пакъ се нарича „Ордия“, както се нарича и въ другитѣ села, дѣто то се придружава съ приносяние въ жертва животни, отъ месото на които селенитѣ хубаво се гощаватъ. При праздненства, като горнето, селенитѣ всѣкога попиватъ твърдѣ много вино, което, разумѣва се, не е никакъ хубаво. Подиръ ядението слѣдва хороигранието, безъ което не минува ни едно праздненство по селата. | “ |

Според статистиката на Васил Кънчов („Македония. Етнография и статистика“) в 1900 година Елошникъ има 425 жители българи християни.
По данни на секретаря на Българската екзархия Димитър Мишев („La Macédoine et sa Population Chrétienne“) в 1905 година всичките 520 християнски жители на Елошник са българи екзархисти и в селото функционира българско училище.
При избухването на Балканската война в 1912 година 11 души от Йелошник са доброволци в Македоно-одринското опълчение.
Според Афанасий Селишчев в 1929 година Елошник е село в Доброшка община и има 63 къщи с 434 жители българи.
Според преброяването от 2002 година Йелошник е село без жители.

## Личности
Родени в Йелошник
- Нестор Блажев (1842 – 1877), български опълченец[8]
- Серафим Тетовски (? - 1848), български духовник и учител
- Серафим Архимандритов (? - 1894), български духовник и учител
- Тодор Даскал, деец на ВМОРО, четник на Никола Андреев[9]
- Цено Марков (1864 - ?), сърбомански четнически войвода